# Sarcolobus porcatus
Sarcolobus porcatus är en oleanderväxtart som beskrevs av P.I. Forster. Sarcolobus porcatus ingår i släktet Sarcolobus och familjen oleanderväxter. Inga underarter finns listade i Catalogue of Life.